# Die Kunstdenkmäler von Bayern

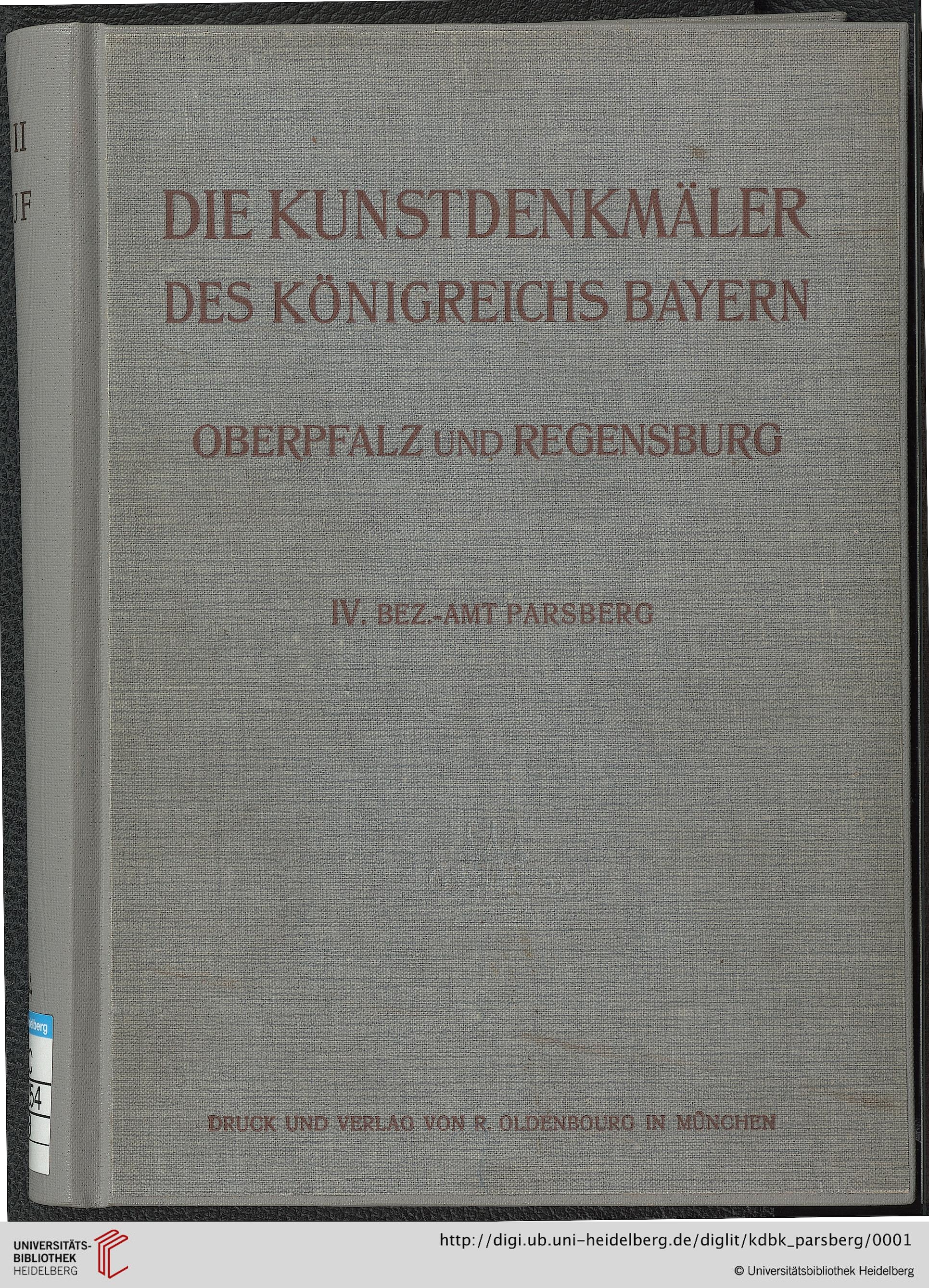
Die Kunstdenkmäler des Königreichs Bayern – Bezirksamt Parsberg

Die Kunstdenkmäler von Bayern, ursprünglich Die Kunstdenkmäler des Königreichs Bayern, sind eine 1887 begründete kunsttopographische Buchreihe zur Inventarisation der wichtigsten Kunst- und Kulturdenkmäler Bayerns einschließlich der Pfalz.
Zwischen 1892 und 1972 wurden insgesamt 112 Bände der sogenannten Alten Reihe veröffentlicht. Nach dem Zweiten Weltkrieg wurden zusätzlich 35 Bände als Kurzinventare erstellt. Die 1995 begonnene Neue Folge umfasst gegenwärtig sechs Bände. Zusätzlich sind noch zwölf Baualterspläne zur Stadtsanierung erschienen. Viele der vor 1945 publizierten Teilbände der Alten Reihe wurden u. a. vom R. Oldenbourg Verlag nachgedruckt.

## Geschichte

### Bis 1945
Im Juni 1887 ordnete das Königlich Bayerische Staatsministerium des Innern für Kirchen- und Schulangelegenheiten die Inventarisation der bayerischen Kulturdenkmäler an. Aufmaßpläne, Zeichnungen und Fotografien sollten das schriftliche Quellenmaterial ergänzen, um ein „Quellenwerk nach der gegenständlichen, nicht nach der urkundlich litterarischen Seite hin“ anzulegen.
Organisatorisch wurde das Großprojekt ursprünglich vom Generalkonservatorium der Kunstdenkmäler und Alterthümer Bayerns betreut. 1917 wurde das Generalkonservatorium in Bayerisches Landesamt für Denkmalpflege umbenannt.
Die Inventarisation begann unter der Leitung von Berthold Riehl und Gustav von Bezold im Regierungsbezirk Oberbayern. Bis 1908 konnten die ersten Bände fertiggestellt werden. Der bayerische Generalkonservator Georg Hager hatte inzwischen neue Grundsätze bezüglich der formalen Organisation und auch der Vertiefung des Inhalts des Gesamtwerkes erarbeitet.
Ab 1905 wurden die Kunstdenkmäler der Oberpfalz aufgenommen. 1911 wurde mit dem Regierungsbezirk Unterfranken begonnen. Ab 1912 wurde der Bezirk Niederbayern ediert. Diese Bezirke konnten bis 1936 abgeschlossen werden. Bis in die Gegenwart unvollendet blieben die Bezirke Oberfranken, Mittelfranken und Schwaben. Zusätzlich sind noch neun Bände für den ehemals bayerischen Regierungsbezirk Pfalz erschienen, der ebenfalls nicht abgeschlossen wurde.
Nach 1935 kam die Inventarisation besonders durch den Ausbruch des Zweiten Weltkrieges aus personellen Gründen weitgehend zum Erliegen.

### Seit 1945
In der Nachkriegszeit wurde versucht, die bisher noch nicht erfassten Gebiete durch die Herausgabe der Reihe Bayerische Kunstdenkmale (Kurzinventare) abzudecken. Diese Bände enthalten nur einige Zeichnungen und Pläne, aber keine fotografischen Dokumentationen. Zusätzlich wurden bedeutende und auch durch den Sanierungsdruck besonders gefährdete Altstädte insbesondere wie Regensburg in den Baualtersplänen zur Stadtsanierung bearbeitet. Seit 1985 bildete die Denkmalliste zunächst in Überblicksbänden zu Regierungsbezirken, dann in Einzelbänden zu Landkreisen mit der Reihe Denkmäler in Bayern den Schwerpunkt der Inventarisation.
Seit etwa 1990 werden die Großinventare wieder fortgesetzt, allerdings wegen der Erweiterung des Denkmalbegriffs auf Bürger- und Bauernhäuser sowie technische Bauten und der gesteigerten wissenschaftlichen Ansprüche sehr langsam. Neben einem Band zu Günzburg in Schwaben liegt der Schwerpunkt auf einer genauen Erfassung der Stadt Bamberg in bislang 14 Bänden.
Daneben wurden bereits in alten Bänden dargestellte Ensembles und Einzeldenkmäler wie die Stadt Landsberg, der Dom zu Augsburg und der Jüdische Friedhof Georgensgmünd in völlig neuer und stark erweiterter Form in der Neuen Folge erneut veröffentlicht (bisher sechs Bände).
Die Kunst- und Kulturdenkmäler des Landes Rheinland-Pfalz, in dem die bayerische Pfalz 1946 aufgegangen ist, werden seit Kriegsende von der Generaldirektion Kulturelles Erbe Rheinland-Pfalz herausgegeben.

## Bedeutung
Trotz des teilweise veralteten Forschungsstandes und der Lückenhaftigkeit der älteren Bände sind auch die vor 1945 erschienenen Inventare bis in die Gegenwart wertvolle und unverzichtbare Quellen zur bayerischen Landes-, Kunst- und Kulturgeschichte. Zahlreiche dokumentierte Kulturdenkmäler wurden in den Weltkriegen oder der Nachkriegszeit zerstört oder beseitigt, Ensembles und Ausstattungen verändert.
Das bei der Inventarisation erarbeitete Bild- und Planmaterial bildet den Grundstock des Bildarchivs des Bayerischen Landesamtes für Denkmalpflege und wird laufend ergänzt.

## Übersicht

### I. Regierungsbezirk Oberbayern
Die drei Bände der Originalausgabe wurden für den Nachdruck in neun Einzelbände und ein Register aufgeteilt.
- 1: Bezirksämter Ingolstadt, Pfaffenhofen, Schrobenhausen, Aichach, Friedberg, Dachau. Bearbeitet von Gustav von Bezold und Berthold Riehl, 1895. Nachdruck ISBN 3-486-50421-5
- 2: Stadt- und Bezirksamt Freising, Bezirksamt Bruck, Stadt- und Bezirksamt Landsberg, Bezirksämter Schongau, Garmisch, Tölz. Bearbeitet von Gustav von Bezold und Berthold Riehl, 1895. Nachdruck ISBN 3-486-50422-3
- 3: Bezirksämter Weilheim, München I und München II. Bearbeitet von Gustav von Bezold und Berthold Riehl, 1895. Nachdruck ISBN 3-486-50423-1
- 4: Stadt München, Bezirksamt Erding. Bearbeitet von Gustav von Bezold, Berthold Riehl und Georg Hager, 1902. Nachdruck ISBN 3-486-50424-X
- 5: Bezirksämter Ebersberg, Miesbach, Rosenheim. Bearbeitet von Gustav von Bezold, Berthold Riehl und Georg Hager, 1902. Nachdruck ISBN 3-486-50425-8
- 6: Bezirksämter Traunstein und Wasserburg. Bearbeitet von Gustav von Bezold, Berthold Riehl und Georg Hager, 1902. Nachdruck ISBN 3-486-50426-6
- 7: Bezirksamt Mühldorf. Bearbeitet von Gustav von Bezold, Berthold Riehl und Georg Hager, 1902, Nachdruck ISBN 3-486-50427-4
- 8: Bezirksamt Altötting. Bearbeitet von Gustav von Bezold, Berthold Riehl und Georg Hager, 1905. Nachdruck ISBN 3-486-50428-2
- 9: Bezirksämter Laufen und Berchtesgaden. Bearbeitet von Gustav von Bezold, Berthold Riehl und Georg Hager, 1905. Nachdruck ISBN 3-486-50429-0
- 10: Gesamtregister zu den Bänden Oberbayern 1–9. Bearbeitet von Gustav von Bezold, Berthold Riehl und Georg Hager, 1908. Nachdruck ISBN 3-486-50430-4

### II. Regierungsbezirk Oberpfalz
- 1: Bezirksamt Roding. Bearbeitet von Georg Hager, 1905.  online auf commons, Nachdruck ISBN 3-486-50431-2
- 2: Bezirksamt Neunburg v. W. Bearbeitet von Georg Hager, 1906.  online auf commons, Nachdruck ISBN 3-486-50432-0
- 3: Bezirksamt Waldmünchen. Bearbeitet von Georg Hager, 1906.  online auf commons, Nachdruck ISBN 3-486-50433-9
- 4: Bezirksamt Parsberg. berab. von Friedrich Hermann Hofmann, 1906. Bearbeitet von Georg Hager, 1906.  online auf commons, Nachdruck ISBN 3-486-50434-7
- 5: Bezirksamt Burglengenfeld. Bearbeitet von Georg Hager, 1906.  online auf commons, Nachdruck ISBN 3-486-50435-5
- 6: Bezirksamt Cham. Bearbeitet von Richard Hofmann und Georg Hager, 1906.  online auf commons, Nachdruck ISBN 3-486-50436-3
- 7: Bezirksamt Oberviechtach. Bearbeitet von Georg Hager, 1906.  online auf commons, Nachdruck ISBN 3-486-50437-1
- 8: Bezirksamt Vohenstrauß. Bearbeitet von Richard Hofmann und Georg Hager, 1906.  online auf commons, Nachdruck ISBN 3-486-50438-X
- 9: Bezirksamt Neustadt a. W.-N. Bearbeitet von Felix Mader, 1907.  online auf commons, Nachdruck ISBN 3-486-50439-8
- 10: Bezirksamt Kemnath. Bearbeitet von Felix Mader, 1907.  online auf commons, Nachdruck ISBN 3-486-50440-1
- 11: Bezirksamt Eschenbach. Bearbeitet von Georg Hager, 1909.  online auf commons, Nachdruck ISBN 3-486-50441-X
- 12: Bezirksamt Beilngries I, Amtsgericht Beilngries. Bearbeitet von Friedrich Hermann Hofmann und Felix Mader, 1908.  online auf commons, Nachdruck ISBN 3-486-50442-8
- 13: Bezirksamt Beilngries II, Amtsgericht Riedenburg. Bearbeitet von Friedrich Hermann Hofmann und Felix Mader, 1908.  online auf commons, Nachdruck ISBN 3-486-50443-6
- 14: Bezirksamt Tirschenreuth. Bearbeitet von Felix Mader, 1908.  online auf commons, Nachdruck ISBN 3-486-50444-4
- 15: Bezirksamt Amberg. Bearbeitet von Felix Mader, 1908.  online auf commons, Nachdruck ISBN 3-486-50445-2
- 16: Stadt Amberg. Bearbeitet von Felix Mader, 1909.  online auf commons, Nachdruck ISBN 3-486-50446-0
- 17: Stadt und Bezirksamt Neumarkt. Bearbeitet von Friedrich Hermann Hofmann und Felix Mader, 1909.  online auf commons, Nachdruck ISBN 3-486-50447-9
- 18: Bezirksamt Nabburg. Bearbeitet von Richard Hoffmann und Felix Mader, 1910.  online auf commons, Nachdruck ISBN 3-486-50448-7
- 19: Bezirksamt Sulzbach. Bearbeitet von Georg Hager und Georg Lill, 1910.  online auf commons, Nachdruck ISBN 3-486-50449-5
- 20: Bezirksamt Stadtamhof. Bearbeitet von Hans Karlinger, Georg Hager und Georg Lill, 1914.  online auf commons, Nachdruck ISBN 3-486-50450-9
- 21: Bezirksamt Regensburg. Bearbeitet von Felix Mader, 1910.  online auf commons, Nachdruck ISBN 3-486-50451-7
- 22: Stadt Regensburg I, Dom und St. Emmeram. Bearbeitet von Felix Mader, 1933.  online auf commons, Nachdruck ISBN 3-486-50452-5
- 23: Stadt Regensburg II, Die Kirchen der Stadt. Bearbeitet von Felix Mader, 1933.  online auf commons, Nachdruck ISBN 3-486-50453-3
- 24: Stadt Regensburg III, Profanierte Kirchen und Kapellen; Profanbauten. Bearbeitet von Felix Mader, 1933.  online auf commons, Nachdruck ISBN 3-486-50454-1

### III. Regierungsbezirk Unterfranken und Aschaffenburg
- 1: Bezirksamt Ochsenfurt. Bearbeitet von Hans Karlinger, 1911. Nachdruck ISBN 3-486-50455-X
- 2: Stadt und Bezirksamt Kitzingen. Bearbeitet von Georg Lill und Friedrich Karl Weysser, 1911. Nachdruck ISBN 3-486-50456-8
- 3: Bezirksamt Würzburg. Bearbeitet von Felix Mader, 1911. Nachdruck ISBN 3-486-50457-6
- 4: Bezirksamt Haßfurt. Bearbeitet von Hans Karlinger, 1912. Nachdruck ISBN 3-486-50458-4
- 5: Bezirksamt Hofheim. Bearbeitet von Georg Lill und Felix Mader, 1912. Nachdruck ISBN 3-486-50459-2
- 6: Bezirksamt Karlstadt. Bearbeitet von Adolf Feulner, 1912. Nachdruck München/Wien 1982, ISBN 3-486-50460-6
- 7: Bezirksamt Marktheidenfeld. Bearbeitet von Adolf Feulner, 1913. Nachdruck ISBN 3-486-50461-4
- 8: Bezirksamt Gerolzhofen. Bearbeitet von Hans Karlinger, 1913. Nachdruck ISBN 3-486-50462-2
- 9: Bezirksamt Lohr. Bearbeitet von Adolf Feulner, 1914. Nachdruck ISBN 3-486-50463-0
- 10: Stadt Bad Kissingen und Bezirksamt Kissingen. Bearbeitet von Karl Gröber, 1914. Nachdruck ISBN 3-486-50464-9
- 11: Bezirksamt Brückenau. Bearbeitet von Karl Gröber, 1914. Nachdruck ISBN 3-486-50465-7
- 12: Stadt Würzburg. Bearbeitet von Felix Mader, 1915. Nachdruck ISBN 3-486-50466-5
- 13: Bezirksamt Königshofen. Bearbeitet von Hans Karlinger, 1915. Nachdruck ISBN 3-486-50467-3
- 14: Bezirksamt Hammelburg. Bearbeitet von Adolf Feulner, 1915. Nachdruck ISBN 3-486-50468-1
- 15: Bezirksamt Ebern. Bearbeitet von Hans Karlinger, 1916. Nachdruck ISBN 3-486-50469-X
- 16: Bezirksamt Alzenau. Bearbeitet von Karl Gröber und Hans Karlinger, 1916, Nachdruck ISBN 3-486-50470-3
- 17: Stadt und Bezirksamt Schweinfurt. Bearbeitet von Felix Mader und Georg Lill, 1917. Nachdruck ISBN 3-486-50471-1
- 18: Bezirksamt Miltenberg. Bearbeitet von Felix Mader und Hans Karlinger, 1917. Nachdruck ISBN 3-486-50472-X
- 19: Stadt Aschaffenburg. Bearbeitet von Felix Mader, 1918. Nachdruck ISBN 3-486-50473-8
- 20: Bezirksamt Gmünden. Bearbeitet von Adolf Feulner, 1920. Nachdruck ISBN 3-486-50474-6
- 21: Bezirksamt Mellrichstadt. Bearbeitet von Karl Gröber, 1921. Nachdruck ISBN 3-486-50475-4
- 22: Bezirksamt Neustadt a. Saale. Bearbeitet von Karl Gröber, 1922. Nachdruck ISBN 3-486-50476-2
- 23: Bezirksamt Obernburg. Bearbeitet von Adolf Feulner und Bernhard Hermann Röttger, 1925. Nachdruck ISBN 3-486-50477-0
- 24: Bezirksamt Aschaffenburg. Bearbeitet von Adolf Feulner und Bernhard Hermann Röttger, 1927. Nachdruck ISBN 3-486-50478-9

### IV. Regierungsbezirk Niederbayern
- 1: Bezirksamt Dingolfing. Bearbeitet von Anton Eckardt, 1912. Nachdruck ISBN 3-486-50479-7. online
- 2: Bezirksamt Landshut. Bearbeitet von Anton Eckardt, 1914. Nachdruck ISBN 3-486-50480-0
- 3: Stadt Passau. Bearbeitet von Felix Mader, 1919. Nachdruck ISBN 3-486-50481-9
- 4: Bezirksamt Passau. Bearbeitet von Felix Mader, 1920. Nachdruck ISBN 3-486-50482-7
- 5: Bezirksamt Vilsbiburg. Bearbeitet von Anton Eckardt, 1921. Nachdruck ISBN 3-486-50483-5
- 6: Stadt Straubing. Bearbeitet von Felix Mader, 1921. Nachdruck ISBN 3-486-50484-3
- 7: Bezirksamt Kelheim. Bearbeitet von Felix Mader, 1922. Nachdruck ISBN 3-486-50485-1
- 8: Bezirksamt Eggenfelden. Bearbeitet von Hans Karlinger, 1923. Nachdruck ISBN 3-486-50486-X
- 9: Bezirksamt Kötzting. Bearbeitet von Joseph Maria Ritz, 1922. Nachdruck ISBN 3-486-50487-8
- 10: Bezirksamt Pfarrkirchen. Bearbeitet von Anton Eckardt, 1923. Nachdruck ISBN 3-486-50488-6
- 11: Bezirksamt Wegscheid. Bearbeitet von Bernhard Hermann Röttger, 1924. Nachdruck ISBN 3-486-50489-4
- 12: Bezirksamt Straubing. Bearbeitet von Karl Gröber, 1925. Nachdruck ISBN 3-486-50490-8
- 13: Bezirksamt Landau a. I. Bearbeitet von Anton Eckardt, 1926, Nachdruck ISBN 3-486-50491-6
- 14: Bezirksamt Vilshofen. Bearbeitet von Felix Mader und Joseph Maria Ritz, 1926. Nachdruck ISBN 3-486-50492-4
- 15: Bezirksamt Viechtach. Bearbeitet von Karl Gröber, 1926. Nachdruck ISBN 3-486-50493-2
- 16: Stadt Landshut. Bearbeitet von Felix Mader, 1927. Nachdruck ISBN 3-486-50494-0
- 17: Stadt und Bezirksamt Deggendorf. Bearbeitet von Karl Gröber, 1927. Nachdruck ISBN 3-486-50495-9
- 18: Bezirksamt Mainburg. Bearbeitet von Joseph Maria Ritz, 1928. Nachdruck ISBN 3-486-50496-7
- 19: Bezirksamt Regen. Bearbeitet von Karl Gröber, 1928. Nachdruck ISBN 3-486-50497-5
- 20: Bezirksamt Bogen. Bearbeitet von Bernhard Hermann Röttger, 1929. Nachdruck ISBN 3-486-50498-3
- 21: Bezirksamt Griesbach. Bearbeitet von Anton Eckardt, 1929. Nachdruck ISBN 3-486-50499-1
- 22: Bezirksamt Rottenburg. Bearbeitet von Anton Eckardt, 1930. Nachdruck ISBN 3-486-50500-9
- 23: Bezirksamt Wolfstein. Bearbeitet von Joseph Maria Ritz, 1931. Nachdruck ISBN 3-486-50501-7
- 24: Bezirksamt Grafenau. Bearbeitet von Joseph Maria Ritz, 1933. Nachdruck ISBN 3-486-50502-5
- 25: Bezirksamt Mallersdorf. Bearbeitet von Joseph Maria Ritz und Alexander Freiherr von Reitzenstein, 1936. Nachdruck ISBN 3-486-50503-3

### V. Regierungsbezirk Mittelfranken
- 1: Stadt Eichstätt. Bearbeitet von Felix Mader, 1924, ISBN 3-486-50504-1
- 2: Bezirksamt Eichstätt. Bearbeitet von Felix Mader, 1928, ISBN 3-486-50505-X
- 3: Bezirksamt Hilpoltstein. Bearbeitet von Felix Mader, 1929, ISBN 3-486-50506-8
- 4: Stadt Dinkelsbühl. Bearbeitet von Felix Mader, 1931, ISBN 3-486-50507-6
- 5: Stadt und Bezirksamt Weißenburg. Bearbeitet von Felix Mader und Karl Gröber, 1932, ISBN 3-486-50508-4
- 6: Bezirksamt Gunzenhausen. Bearbeitet von Felix Mader und Karl Gröber, 1937, ISBN 3-486-50509-2
- 7: Stadt und Landkreis Schwabach. Bearbeitet von Felix Mader und Karl Gröber, 1939, ISBN 3-486-50510-6
- 8: Stadt Rothenburg o. d. T. I. Die kirchlichen Denkmäler. Bearbeitet von Anton Ress, 1959, ISBN 3-486-41901-3
- 9: Stadt und Landkreis Hersbruck. Bearbeitet von Wilhelm Schwemmer, 1959, ISBN 3-486-41821-1
- 10: Landkreis Lauf an der Pegnitz. Bearbeitet von Werner Meyer und Wilhelm Schwemmer, 1966, ISBN 3-486-42091-7

### VI. Regierungsbezirk Pfalz
- 1: Stadt und Bezirksamt Neustadt a. Haardt. Bearbeitet von Anton Eckardt, 1926
- 2: Stadt und Bezirksamt Landau. Bearbeitet von Anton Eckardt, 1928
- 3: Stadt und Bezirksamt Speyer. Bearbeitet von Bernhard Hermann Röttger, 1934
- 4: Bezirksamt Bergzabern. Bearbeitet von Anton Eckardt, 1935
- 5: Bezirksamt Germersheim. Bearbeitet von Anton Eckardt und Alexander Freiherr von Reitzenstein, 1937
- 6: Stadt und Bezirksamt Ludwigshafen a. Rh. Bearbeitet von Bernhard Hermann Röttger und Max Goering, 1936
- 7: Bezirksamt Kirchheimbolanden. Bearbeitet von Bernhard Hermann Röttger, Karl Busch und Max Goering, 1938
- 8: Stadt und Landkreis Frankenthal. Bearbeitet von Anton Eckardt, 1939
- 9: Stadt und Landkreis Kaiserslautern. Bearbeitet von Anton Eckardt und Torsten Gebhard, unter Mitarbeit von Alexander Freiherr von Reitzenstein, 1942

### VII. Regierungsbezirk Schwaben
- 1: Bezirksamt Nördlingen. Bearbeitet von Karl Gröber und Adam Horn, 1938, ISBN 3-486-50514-9
- 2: Stadt Nördlingen. Bearbeitet von Karl Gröber und Adam Horn, 1940, ISBN 3-486-50515-7
- 3: Landkreis Donauwörth. Bearbeitet von Adam Horn, 1951, ISBN 3-486-41801-7
- 4: Stadt und Landkreis Lindau (Bodensee). Bearbeitet von Adam Horn und Werner Meyer, 1954, ISBN 3-486-41841-6
- 5: Stadt und Landkreis Neuburg a. d. Donau. Bearbeitet von Adam Horn und Werner Meyer. 1958, ISBN 3-486-50516-5
- 6: Stadt Dillingen an der Donau. Bearbeitet von Werner Meyer und Alfred Schädler, 1964, ISBN 3-486-41781-9
- 7: Landkreis Dillingen a. d. Donau. Bearbeitet von Werner Meyer, 1972, ISBN 3-486-43541-8
- 8: Landkreis Sonthofen. Bearbeitet von Michael Petzet, 1964, ISBN 3-486-41921-8
- 9: Landkreis Günzburg I: Stadt Günzburg. Bearbeitet von Klaus Kraft, 1993, ISBN 3-486-55211-2

### VIII. Regierungsbezirk Oberfranken
- 1: Landkreis Wunsiedel und Stadtkreis Marktredwitz. Bearbeitet von Bernhard Hermann Röttger, 1954
- 2: Landkreis Pegnitz. Bearbeitet von Alfred Schädler, 1961
- 3,1: Stadt Bamberg 1, Stadtdenkmal und Denkmallandschaft, 1. Halbband: Stadtentwicklungsgeschichte. Von Thomas Gunzelmann, 2012, ISBN 978-3-89889-171-4, ISBN 978-3-422-07118-6
- 3,2: Stadt Bamberg 1, Stadtdenkmal und Denkmallandschaft, 2. Halbband: Stadtdenkmal. Von Thomas Gunzelmann, 2012, ISBN 978-3-89889-171-4, ISBN 978-3-422-07118-6
- 4,1,1: Stadt Bamberg 2, Domberg, 1. Drittelband: Das Domstift. Teil 1: Baugeschichte, Baubeschreibung, Analyse. Von Matthias Exner, 2015, ISBN 978-3-89889-194-3, ISBN 978-3-422-07197-1
- 4,1,2: Stadt Bamberg 2, Domberg, 1. Drittelband: Das Domstift. Teil 2: Ausstattung, Kapitelsbauten, Domschatz. Von Matthias Exner, 2015, ISBN 978-3-89889-194-3, ISBN 978-3-422-07197-1
- 5,1: Stadt Bamberg 3, Immunitäten der Bergstadt, 1. Viertelband: Stephansberg. Von Tilmann Breuer, Reinhard Gutbier und Christine Kippes-Bösche, 2003, ISBN 3-422-03089-1, ISBN 3-422-03089-1
- 5,2: Stadt Bamberg 3, Immunitäten der Bergstadt, 2. Viertelband: Kaulberg, Matern und Sutte. Von Tilmann Breuer, Reinhard Gutbier und Christine Kippes-Bösche, 2003, ISBN 3-89889-032-5, ISBN 3-422-03090-5
- 5,3: Stadt Bamberg 3, Immunitäten der Bergstadt, 3. Viertelband: Jakobsberg und Altenburg. Von Tilmann Breuer, Reinhard Gutbier und Peter Ruderich, 2008, ISBN 978-3-89889-116-5, ISBN 978-3-422-06678-6
- 5,4: Stadt Bamberg 3, Immunitäten der Bergstadt, 4. Viertelband: Michelsberg und Abtsberg. Von Tilmann Breuer, Christine Kippes-Bösche und Peter Ruderich, 2009, ISBN 978-3-89889-123-3, ISBN 978-3-422-06679-3
- 6,1: Stadt Bamberg 4, Bürgerliche Bergstadt, 1. Halbband. Von Tilmann Breuer und Reinhard Gutbier, 1997, ISBN 3-87052-562-2, ISBN 3-422-00575-7
- 6,2: Stadt Bamberg 4, Bürgerliche Bergstadt, 2. Halbband. Von Tilmann Breuer und Reinhard Gutbier, 1997, ISBN 3-87052-562-2, ISBN 3-422-00575-7
- 7,1: Stadt Bamberg 5, Innere Inselstadt, 1. Halbband. Von Tilmann Breuer und Reinhard Gutbier, 1990, ISBN 3-486-54591-4
- 7,2: Stadt Bamberg 5, Innere Inselstadt, 2. Halbband. Von Tilmann Breuer und Reinhard Gutbier, 1990, ISBN 3-486-54591-4
- 9,1,1: Stadt Bamberg 7, Theuerstadt und östliche Stadterweiterungen, 1. Drittelband: Untere Gärtnerei und nordöstliche Stadterweiterungen. Teil 1: Öffentliche Bauten. Bearbeitet von Matthias Exner und Peter Ruderich unter Mitwirkung von Thomas Gunzelmann und Volker Rößner, 2019, ISBN 978-3-89889-222-3, ISBN 978-3-422-07437-8
- 9,1,2: Stadt Bamberg 7, Theuerstadt und östliche Stadterweiterungen, 1. Drittelband: Untere Gärtnerei und nordöstliche Stadterweiterungen. Teil 2: Straßen und Plätze. Bearbeitet von Matthias Exner und Peter Ruderich unter Mitwirkung von Thomas Gunzelmann und Volker Rößner, 2019, ISBN 978-3-89889-222-3, ISBN 978-3-422-07437-8

### Neue Folge
- 1: Denis A. Chevalley: Der Dom zu Augsburg. R. Oldenbourg Verlag, München 1995, ISBN 3-486-55960-5
- 2, Bd. 1: Dagmar Dietrich: Stadt Landsberg am Lech I, Einführung, Bauten in öffentlicher Hand. Deutscher Kunstverlag, München/Berlin 1995, ISBN 3-422-00571-4
- 3, Bd. 2: Dagmar Dietrich, Heide Weisshaar-Kiem: Stadt Landsberg am Lech II, Sakralbauten der Altstadt. Deutscher Kunstverlag, München/Berlin 1997, ISBN 3-422-00572-2
- 4, Bd. 3: Dagmar Dietrich: Stadt Landsberg am Lech III, Bürgerbauten der Altstadt. Deutscher Kunstverlag, München/Berlin 1996, ISBN 3-422-00573-0
- 5, Bd. 4: Dagmar Dietrich: Stadt Landsberg am Lech IV, Vorstadtbereiche und eingemeindete Dörfer. Deutscher Kunstverlag, München/Berlin 1999, ISBN 3-422-00574-9
- 6: Peter Kuhn: Jüdischer Friedhof Georgensgmünd. Deutscher Kunstverlag, München/Berlin 2006, ISBN 3-422-06559-8

### Bayerische Kunstdenkmale: Kurzinventare
Deutscher Kunstverlag, München
- I: Tilmann Breuer: Stadt Augsburg. München 1958
- II: Günter P. Fehring: Stadt und Landkreis Ansbach. München 1958
- III: August Gebeßler: Landkreis Kulmbach. München 1958
- IV: Tilmann Breuer: Stadt und Landkreis Memmingen. München 1959
- V: Michael Petzet: Stadt und Landkreis Kempten. München 1959
- VI: August Gebeßler: Stadt und Landkreis Bayreuth. München 1959
- VII: August Gebeßler: Stadt und Landkreis Hof. München 1960
- VIII: Michael Petzet: Stadt und Landkreis Füssen. München 1960
- IX: Tilmann Breuer: Stadt und Landkreis Kaufbeuren. München 1960
- X: Günter P. Fehring, Anton Ress: Die Stadt Nürnberg. Kurzinventar. München 1961 (2. von Wilhelm Schwemmer bearb. Aufl. 1977 ISBN 3-422-00550-1)
- XI: August Gebeßler: Landkreis Nürnberg. München 1961
- XII: Tilmann Breuer: Stadt und Landkreis Forchheim. München 1961
- XIII: Tilmann Breuer: Landkreis Münchberg. München 1961
- XIV: August Gebeßler: Stadt und Landkreis Erlangen. München 1962
- XV: August Gebeßler: Stadt und Landkreis Dinkelsbühl. München 1962
- XVI: Tilmann Breuer: Landkreis Lichtenfels. München 1962
- XVII: Karl-Ludwig Lippert: Landkreis Naila. München 1963
- XVIII: August Gebeßler: Stadt und Landkreis Fürth. München 1963
- XIX: Tilmann Breuer: Landkreis Kronach. München 1964
- XX: Karl-Ludwig Lippert: Landkreis Stadtsteinach. München 1964
- XXI: Hans Karlmann Ramisch: Landkreis Feuchtwangen. München 1964
- XXII: Hans Karlmann Ramisch: Landkreis Uffenheim. München 1966
- XXIII: Michael Petzet: Landkreis Marktoberdorf. München 1966
- XXIV: Heinrich Habel: Stadt und Landkreis Neu-Ulm. München 1966
- XXV: Hans Karlmann Ramisch: Landkreis Rothenburg ob der Tauber. München 1967
- XXVI: Frank Otten, Wilhelm Neu: Landkreis Schwabmünchen. München 1967
- XXVII: Heinrich Habel: Landkreis Illertissen. München 1967
- XXVIII: Karl-Ludwig Lippert: Landkreis Staffelstein. München 1968
- XXIX: Heinrich Habel: Landkreis Krumbach. München 1969
- XXX: Frank Otten, Wilhelm Neu: Landkreis Augsburg. München 1970
- XXXI: Heinrich Habel: Landkreis Mindelheim. München 1971
- XXXII: Richard Strobel: Ehemaliger Landkreis Neustadt an der Aisch. München 1972
- XXXIII: Hans Jakob Wörner: Ehemaliger Landkreis Wertingen. München 1973
- XXXIV: Michael Brix, Karl-Ludwig Lippert: Ehemaliger Landkreis Rehau und Stadt Selb. München 1974
- XXXV: Gerhard Hojer: Ehemaliger Landkreis Scheinfeld. München 1976

### Baualterspläne zur Stadtsanierung
- I: Vincent Mayr: Amberg. München 1972
- II: Richard Strobel: Regensburg I – Lit. D Donauwacht. München 1973
- III: Richard Strobel: Regensburg II – Lit. B Schererwacht und Lit. C Wildwecherwacht. München 1974
- IV: Volker Liedke: Burghausen. München 1978
- V: Karl-Heinz Betz, Richard Strobel: Regensburg III – Lit. E Wahlenwacht. München 1980
- VI: Karl-Heinz Betz/Florian Hufnagl: Regensburg IV – Lit. F Witwangerwacht. München 1981
- VII: Helmut-Eberhard Paulus: Regensburg V – Lit. G Pauluserwacht. München 1984
- VIII: Helmut-Eberhard Paulus: Regensburg VI – Lit. A Westnerwacht. München 1983
- IX: Helmut-Eberhard Paulus: Regensburg VII – Lit. H Ostnerwacht. München 1986
- X: Helmut-Eberhard Paulus: Regensburg VIII – Oberer und Unterer Wöhrd – St. Katharinenspital – Steinerne Brücke. München 1987
- XI: Uta Hengelhaupt (u. a.): Regensburg IX – Stadtamhof. München 1990
- XII: Christine Kippes, Christoph Obermeier: Regensburg X – Register und Nachträge. München 1993